# Parque de Vacaciones de Funcionarios UTE ANTEL
El Parque de Vacaciones de Funcionarios UTE ANTEL (o Parque de Minas Hotel Vacacional), es una colonia de vacaciones uruguaya. En plena zona de sierras se encuentra el complejo, ubicada sobre el km 147, de la ruta 12, 345.500, a 7 kilómetros de Minas, Lavalleja.

## Historia
Nació hace más de sesenta años como la Colonia de Vacaciones de los funcionarios de Administración de Usinas y Teléfonos del Estado (UTE), que impulsó la realización de un centro vacacional. En 1974 debido a la creación de la Administración Nacional de Telecomunicaciones (ANTEL), este nuevo ente pasó a formar parte de la administración, así como sus funcionarios por lo cual debió modificarse su denominado. Funciona desde el 26 de octubre de 1947. 
Originalmente cuenta con 479 hectáreas, 250 de ellas forestadas con flora autóctona y exótica, que incluyen un balneario en el arroyo San Francisco, un mirador sobre las sierras y varias canteras. Cuenta con un hospedaje con capacidad para 700 personas y diversos servicios. Cuenta con un balneario, mirador, juegos infantiles, complejo deportivo y recreación coordinados por profesionales: fútbol y fútbol cinco, voleibol, golfito, tenis, básquetbol, pádel, frontón y bochas. Restaurante, hospedaje, piscinas cerradas y abiertas climatizadas, cine, biblioteca, porqueriza, vaqueriza, enfermería y vivero, entre otros.
Su nombre oficial es el Parque de Vacaciones para Funcionarios de UTE y ANTEL, siendo su nombre comercial Parque de Minas Hotel Vacacional. 
El parque es dirigido por el Consejo de Administración Fundación "Parque de Vacaciones para Funcionarios de UTE y ANTEL", fueron su director el doctor Julio Sanguinetti y el doctor Pablo Ferrari.

## Ecología
La colonia de vacaciones cuenta con una política ambiental como una de sus principales insignias. Tiene como forma alternativa de energía la que provee un aerogenerador, un biodigestor y la potabilización del agua se realiza en dos gigantescas UPAS (Unidades Potabilizadoras de Agua).
Recibió el Premio Eficiencia Energética 2009, por contar con energía solar para el calentamiento de piscinas y el de agua sanitaria.

## Asociación Pro Fomento
La APF (Asociación Pro Fomento) creada con personería jurídica desde 18 de mayo de 1948, con el nombre oficial Asociación Pro Fomento del Parque de Vacaciones para Funcionarios de UTE ANTEL, está ubicada en la calle Vilardebó 1433, Montevideo, Uruguay.  Los socios han realizado diferentes obras a través de la APF, así como la mejora de la vaqueriza, material lúdico, hasta la publicación de Memorias del Parque I y Memorias del Parque II.

## Escuela N° 88
En la entrada al parque se encuentra la Escuela N° 88 "Parque de Vacaciones UTE ANTEL" de la ANEP.

## Galería

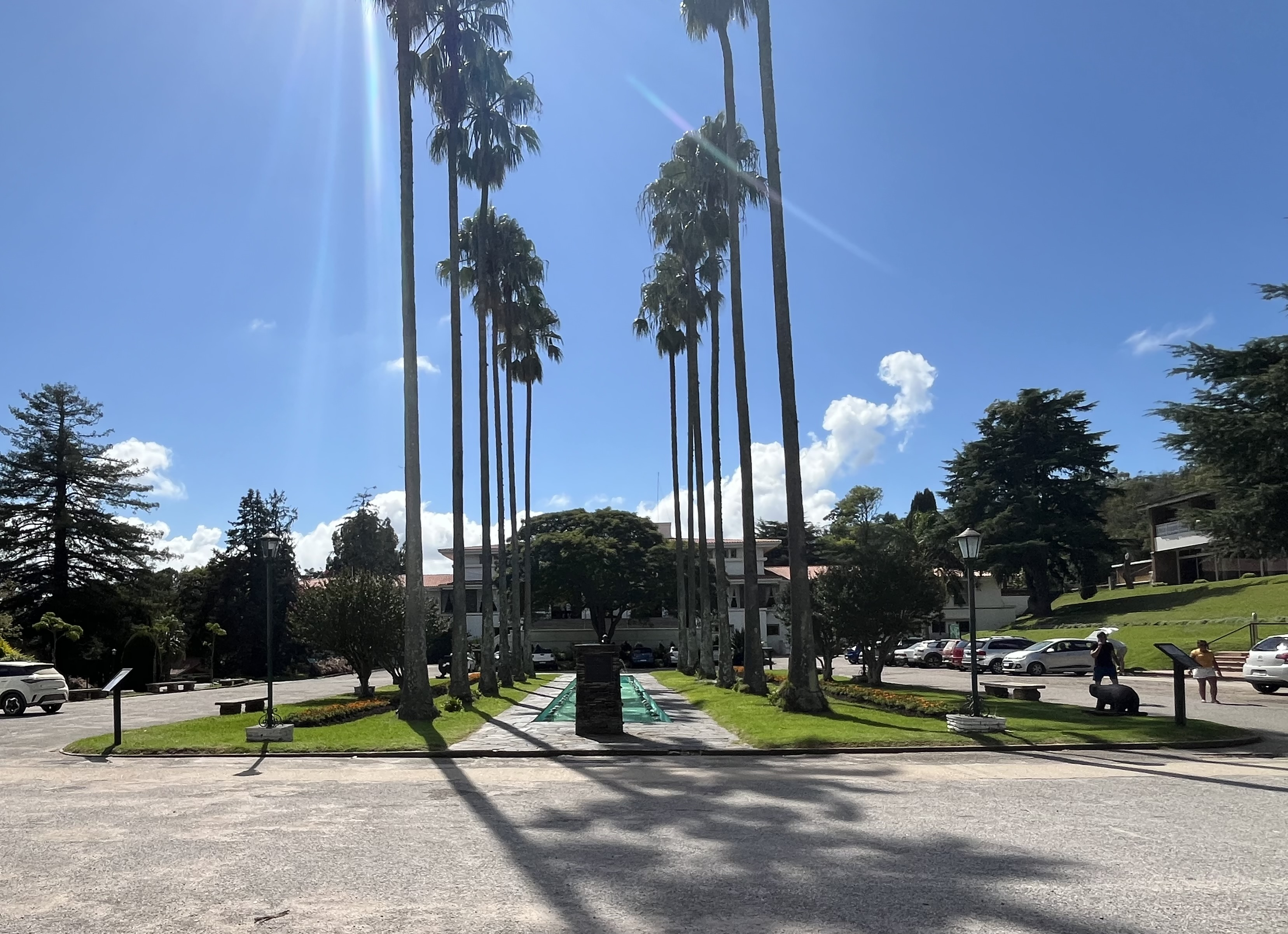
Fuente en 2024.
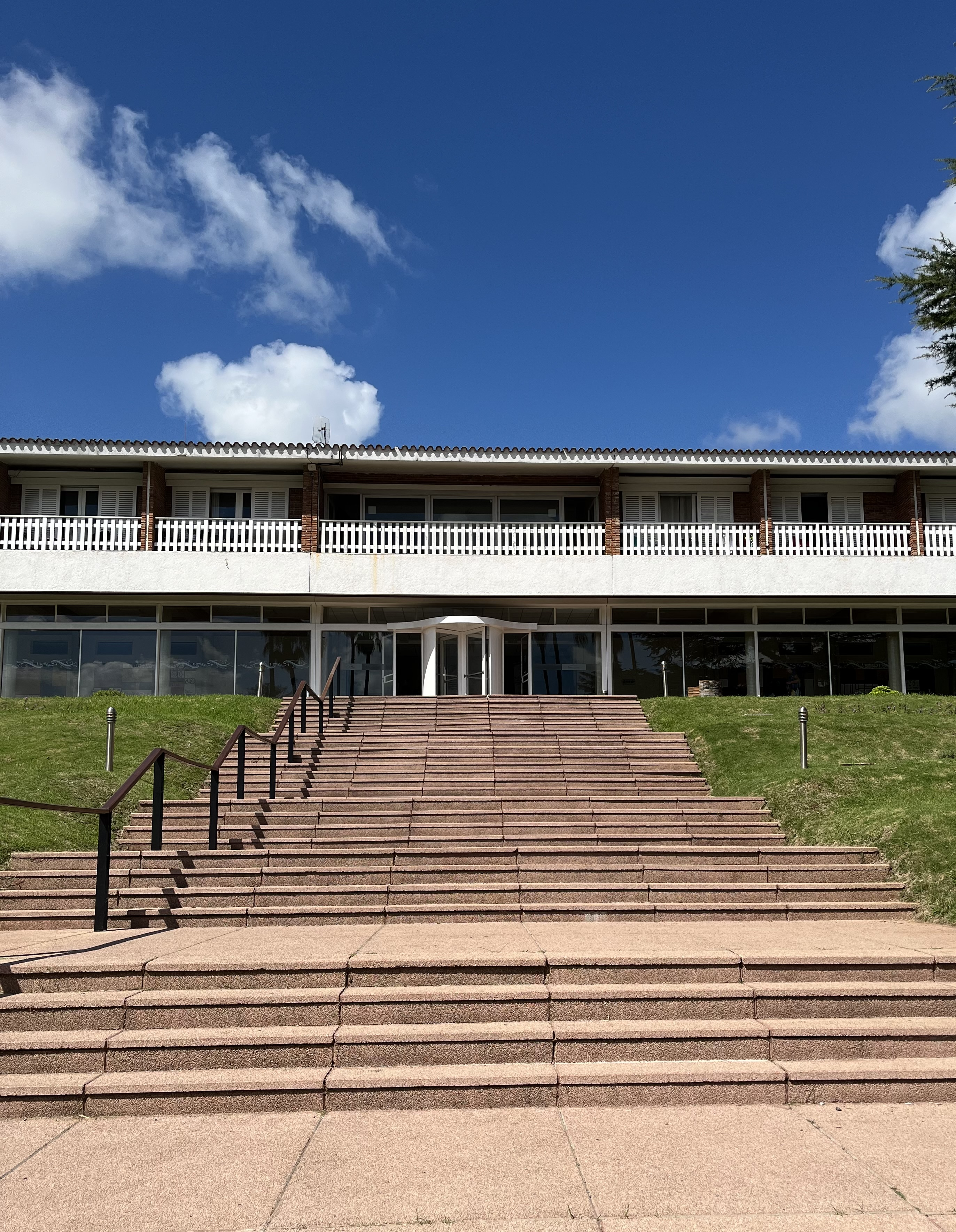
Escalinata en 2024.
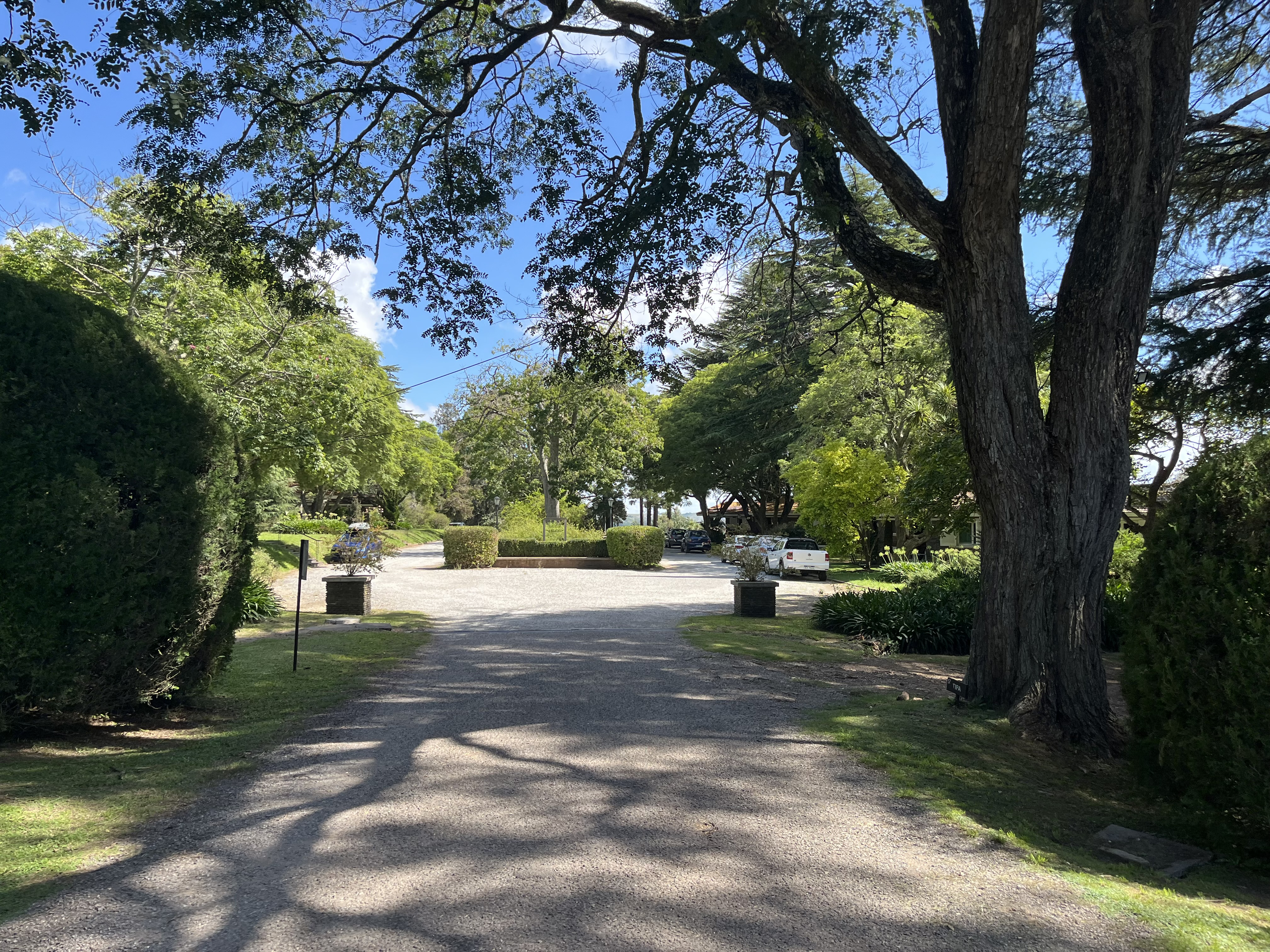
Camino en 2024.
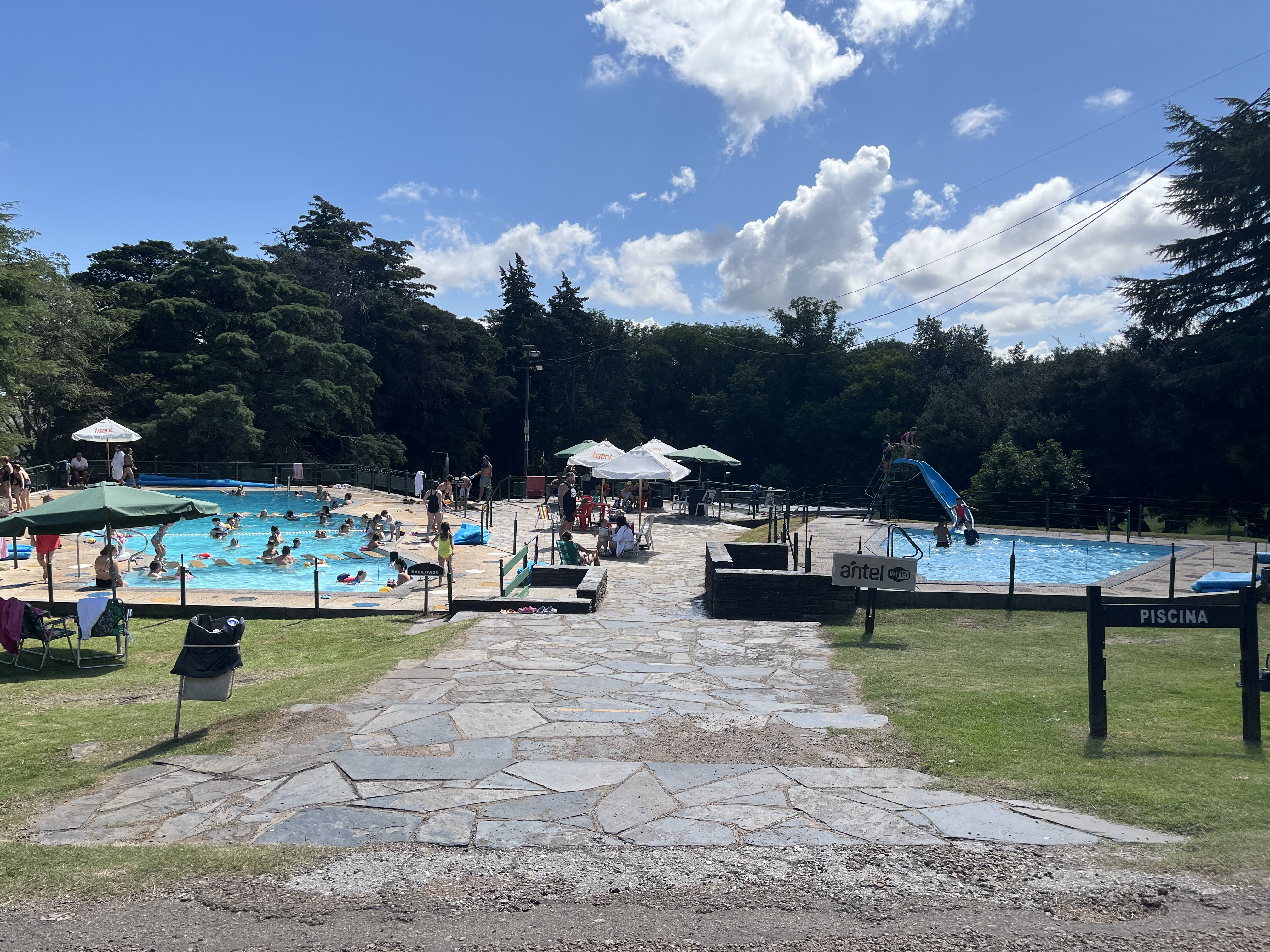
Piscina exterior en 2024
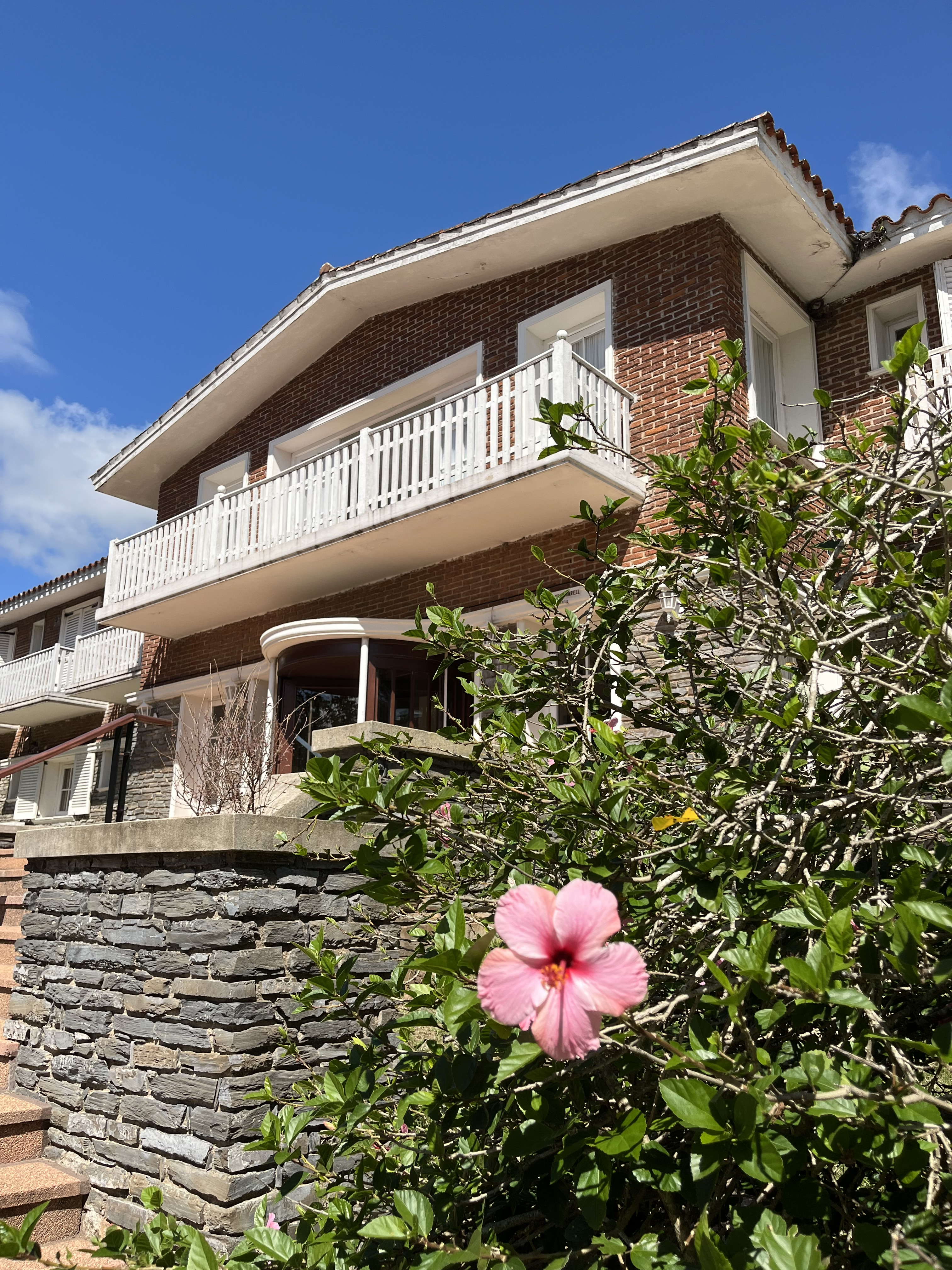
Instalaciones en 2024.
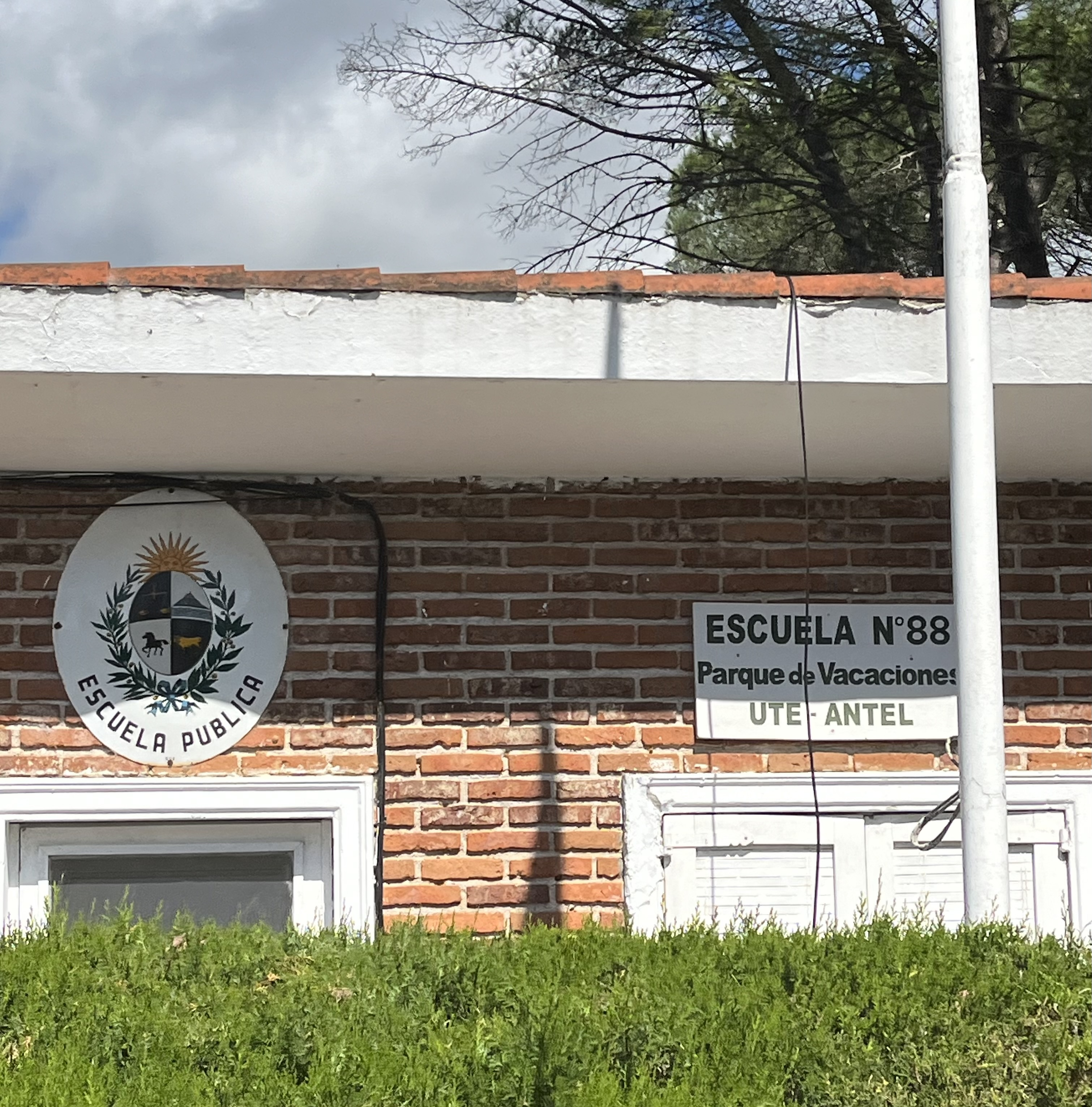
Escuela Nº 88 Parque de Vacaciones UTE ANTEL